# Isthmus Sound
Der Isthmus Sound ist ein als Fjord zu bezeichnender Meeresarm auf der Südinsel von Neuseeland.

## Geographie
Der rund 5,6 km lange Isthmus Sound befindet sich rund 76 km westlich von Tuatapere an der Südwestküste der Südinsel. Der Sound besitzt eine Küstenlänge von rund 15 km und mist an seiner breitesten Stelle rund 1,1 km. Der Eingang zum Sound ist rund 500 m breit und findet über das anschließende Rakituma / Preservation Inlet Zugang zur Tasmansee. Der Isthmus Sound ist in seinem nordöstlichen Bereich nur über eine rund 126 m breit Landzunge, die zu einer namenlosen, knapp 7 km langen Halbinsel führt, vom Te Awaroa / Long Sound entfernt. Die Halbinsel befindet sich zwischen dem südlichen Teil des Te Awaroa / Long Sound und dem Isthmus Sound. Die den Isthmus Sound umgebenden Berge erheben sich bis auf über 1000 m Höhe.

## Geologie
Der Isthmus Sound ist im klassischen Sinne ein Fjord, der wie alle Fjorde im Südwesten der Südinsel auch, einerseits durch Gletscherbewegungen der letzten Kaltzeit entstanden ist und andererseits durch die Überflutung des Tals durch den ansteigenden Meeresspiegel gebildet wurde. Die Bezeichnung Sound kam durch die ersten europäischen Siedler und Seefahrer, die zahlreiche Täler in der Region Fiordland als Sounds bezeichneten, eine Benennung, die eigentlich nur für die von der Seeseite her geflutete Flusstäler verwendet wird, so wie die Sounds in den Marlborough Sounds im Norden der Südinsel. Die Seefahrer, zumeist englischer oder walisischer Herkunft, kannten von ihrer Heimat her keine Fjorde und so verwendeten sie für die Meeresarme die ihnen bekannten Bezeichnungen, die später auch nicht mehr korrigiert wurden.